# Паренхимска ткива
Паренхимска ткива или основна ткива биљака су проста трајна ткива изграђена од једне врсте ћелија, а могу да обављају различите функције и имају различито порекло. У кори, сржи и листу су примарног, а у спроводним ткивима примарног или секундарног порекла. Пружају се кроз читаво биљно тело образујући један непрекидни систем у који су уроњена сва ткива осим покоричних.

## Типови
Зависно од функције коју обављају ова ткива се деле на:
- паренхим за апсорпцију воде и минералних материја (апсорпциони паренхим)
- паренхим за фотосинтезу (хлоренхим)
- паренхим за магационирање резервних материја
- проводни паренхим
- паренхим за магационирање ваздуха (аеренхим).

### Паренхим за апсорпцију
Паренхим за апсорпцију воде и минералних материја (ризодермис) као и растворених органских материја су ткива која заузимају периферни положај на биљци. Ћелије су танких зидова, са крупним једром и доста цитоплазме, а често и са способношћу да излучују одређене материје које омогућавају или повећавају апсорпцију материја. Ризодермис (епиблем) је једнослојно ткиво које се налази у одређеном делу корена и служи за упијање воде и минералних материја из подлоге. Ћелије овог ткива су често продужене у коренске длаке, чиме се много повећава њихова површина, а самим тим и њихова моћ упијања.

### Паренхим за фотосинтезу
Паренхим за фотосинтезу (хлоренхим) налази се у листовима и младим, зеленим стаблима. Његове ћелије садрже све ћелијске органеле, а посебно су добро развијени хлоропласти у којима се обавља процес фотосинтезе. 
У листу је ово ткиво изграђено од две врсте ћелија:
- према лицу листа налази се палисадно ткиво, грађено од збијених ћелија облика тетраедра;
- према наличју листа налази се сунђерасто ткиво грађено од ћелија неправилног лоптастог облика, између којих се налазе пространи интерцелулари.

Ткиво за фотосинтезу повезано је са проводним ткивом да би се материје створене у фотосинтези преносиле до свих делова биљке.

### Паренхим за магационирање
Паренхим за магационирање чине ћелије које имају способност да нагомилавају органске материје или воду. Такво ткиво се налази у кртолама, ризомима или задебљалим коренима. Дрвенасте биљке магационирају хранљиве материје у стаблима, а неке у листовима (алоја, чуваркућа). Ова ткива су честа у плодовима и семенима. Биљке сушних предела прилагођене су тако да могу нагомилавати велике количине воде у лишћу (агава) или у стаблу (кактуси).

### Проводни паренхим
Служи за провођење материја па су ћелије које га граде издужене у правцу у коме се материје проводе. Налази се у флоему и ксилему.

### Аеренхим
Паренхим за магационирање ваздуха налази се у биљним деловима који се развијају у срединама са недовољно кисеоника, као што су муљ и вода. Ваздух се магационира у крупним интерцелуларима који су главни носиоци функције овог ткива.